# Cayo Popilio Lenas
Cayo o Gayo Popilio Lenas  fue un político y militar romano del siglo II a. C. perteneciente a la gens Popilia. Ocupó las más altas magistraturas del Estado romano, llegando a ser cónsul en dos ocasiones. Es recordado por la embajada que encabezó en el año 168 a. C. y que consiguió que el rey Antíoco IV Epífanes no invadiera Egipto. Formó parte del primer colegio consular constituido por plebeyos.

## Familia
Popilio fue miembro de los Popilios Lenates, una familia aristocrática de la gens Popilia. Fue hermano del consular Marco Popilio Lenas y padre del también consular Publio Popilio Lenas y el pretorio Cayo Popilio Lenas.

## Carrera pública
No ha quedado constancia de sus primeros pasos en el cursus honorum. Según la lex Annalis el año 175 a. C. es la fecha más tardía para ejecer la pretura, aunque también hay un hueco en el año 178 a. C.
Fue cónsul en el año 172 a. C., con Publio Elio Ligo —la primera pareja consular de plebeyos—, un año después de que su hermano Marco Popilio Lenas hubiese tratado vergonzosamente a los ligures. En calidad de cónsul, y respaldado por su colega consular, apoyó la actuación de su hermano e impidió su castigo. Esto provocó el resentimiento del Senado que, en vez de entregarles Macedonia como provincia, asignó a los dos cónsules a Liguria e impidió que reclutaran un nuevo ejército. Popilio y Elio, en represalia, adelantaron las ferias latinas y anunciaron que solo se dedicarían a los asuntos de su gobierno. Más tarde, compareció en Roma casi a final del año consular para celebrar las elecciones, que tuvieron lugar el 21 de febrero. Cuando presentó el informe de sus acciones contra los ligures fue repetidamente interrumpido y preguntado por los motivos que le llevaron a no cumplir los decretos del Senado respecto a los ligures.
En el año 168 a. C. formó parte de una embajada enviada por el Senado para advertir al rey Antíoco IV Epífanes de que no continuase la guerra contra el Egipto Ptolemaico. El encuentro tuvo lugar a las afueras de Alejandría, donde Popilio entregó al rey sirio un senadoconsulto con las exigencias romanas. Antíoco prometió que lo discutiría con sus consejeros, pero Popilio trazó un círculo alrededor del rey y le dijo que debía darle una respuesta antes de cruzarlo. Se daba la circunstancia que los embajadores habían demorado la entrevista con el rey hasta que se supo la victoria romana en la batalla de Pidna. Antíoco decidió retirarse de Egipto.
Popilio fue cónsul por segunda vez en 158 a. C.